# Millville (Wisconsin)
Millville é uma cidade do Condado de Grant, Wisconsin, Estados Unidos. A população era de 147 habitantes no censo de 2000.

## Geografia
De acordo com o United States Census Bureau, a cidade tem uma área total de 56,3 km², dos quais 54,3 km² estão em terra firme e 1,9 km² (3,45%), na água.